# 国际实业
新疆国际实业股份有限公司 （深交所：000159）是中国深圳证券交易所的一家从事制造业、石油加工及炼焦业、炼焦业的上市公司，成立于1999年3月28日。公司总股本为48113.929万股（2010年）。
公司总部位于新疆维吾尔自治区乌鲁木齐市黄河路2号招商银行大厦11楼，法人代表为丁治平。